# Byron Allen
Byron Allen, all'anagrafe Byron Allen Folks (Detroit, 22 aprile 1961), è un comico, produttore cinematografico e regista statunitense.

## Biografia
Nato a Detroit, lavora come regista, sceneggiatore e produttore cinematografico sin dagli anni ottanta. Come attore, ha interpretato spesso sé stesso.

## Vita privata
Si sposa a Los Angeles da giovane. Nel 2007 si risposa con la regista Jennifer Lucas, con la quale ha due figlie, Chloe, nata nel 2008, e Olivia, nata nel 2010.

## Filmografia parziale

### Attore
- Case Closed, regia di Dick Lowry - film TV (1988)
- I perfetti innamorati (America's Sweethearts), regia di Joe Roth (2001)
- The First Family - serie TV, episodio 1x25 (2013)
- Tay Da Prince feat. John Legend Love One Another, regia di Dale Resteghini - videoclip (2020)

## Programmi televisivi
- Jammin' (1992) - conduttore

## Riconoscimenti
- Daytime Emmy Awards
  - 2012 - Miglior programma sullo stile di vita per Cars.TV (condiviso con altri)
  - 2012 - Candidatura come miglior programma legale/giudiziario per America's Court with Judge Ross (condiviso con altri)
  - 2012 - Candidatura come miglior programma legale/giudiziario per We the People With Gloria Allred (condiviso con altri)
  - 2014 - Candidatura come miglior programma legale/giudiziario per Justice for All with Judge Cristina Perez (condiviso con altri)
  - 2021 - Candidatura come miglior programma di arti e cultura popolare per The American Athlete (condiviso con altri)
- Hollywood Walk of Fame
  - 2021 - Televisione, al 1749 di Vine Street